# Parabezzia orientalis
Parabezzia orientalis är en tvåvingeart som beskrevs av Giles och Wirth 1982. Parabezzia orientalis ingår i släktet Parabezzia och familjen svidknott.
Artens utbredningsområde är Sri Lanka. Inga underarter finns listade i Catalogue of Life.